# Rosa Vicens Mas
Rosa Vicens Mas (Spagna, 25 giugno 2000) è una tennista spagnola.

## Carriera
Rosa Vicens Mas ha vinto 10 titoli in singolare e 3 titoli in doppio nel circuito ITF in carriera. In singolare ha raggiunto la 175ª posizione il 17 aprile 2023, mentre in doppio la 285ª il 30 gennaio 2023.
Ha fatto il suo debutto nel circuito maggiore al Copa Colsanitas 2023, dove ha superato le qualificazioni, sconfiggendo Nefisa Berberović e Iryna Šymanovič. Fa così la sua prima apparizione in un tabellone principale della carriera, dove è eliminata dalla poi finalista del torneo Peyton Stearns.
Nei tornei del Grande Slam, prende parte alle qualificazioni dell'Australian Open 2023 (sconfitta al primo turno da Eva Lys) e a quelle degli Open di Francia 2023 (eliminata all'esordio da Chloé Paquet).

## Statistiche ITF

### Singolare

#### Vittorie (9)
| Torneo $100.000 (0) |
| Torneo $80.000 (0)  |
| Torneo $60.000 (0)  |
| Torneo $40.000 (0)  |
| Torneo $25.000 (3)  |
| Torneo $15.000 (6)  |

| N. | Data            | Torneo                                | Superficie  | Avversaria in finale  | Punteggio     |
| 1. | 10 marzo 2019   | Magic Tours, Tabarka                  | Terra rossa | Dar'ja Lodikova       | 6-4, 6-4      |
| 2. | 21 aprile 2019  | Magic Tours, Tabarka                  | Terra rossa | Amanda Carreras       | 6-4, 6-2      |
| 3. | 27 giugno 2021  | Antalya Series, Adalia                | Terra rossa | María Herazo González | 6-1, 6-2      |
| 4. | 17 ottobre 2021 | Antalya Series, Adalia                | Terra rossa | Sonay Kartal          | 6-1, 2-6, 6-3 |
| 5. | 5 dicembre 2021 | Egypt ITF World Tennis Tour, Il Cairo | Terra rossa | Anastasia Nefedova    | 6-4, 6-4      |
| 6. | 6 marzo 2022    | Antalya Series, Adalia                | Terra rossa | Dejana Radanović      | 6-4, 5-7, 6-1 |
| 7. | 8 maggio 2022   | ITF Pola Giverola, Tossa de Mar       | Sintetico   | Isabella Kruger       | 7-5, 6-3      |
| 8. | 17 luglio 2022  | Guimaraes Ladies Open, Guimarães      | Cemento     | Alexandra Bozovic     | 6-4, 6-1      |
| 9. | 5 marzo 2023    | SMT Cup, Provincia di Tucumán         | Terra rossa | Carolina Alves        | 6-2, 6-1      |

#### Sconfitte (7)
| Torneo $100.000 (0) |
| Torneo $80.000 (0)  |
| Torneo $60.000 (0)  |
| Torneo $40.000 (0)  |
| Torneo $25.000 (4)  |
| Torneo $15.000 (3)  |

| N. | Data              | Torneo                                     | Superficie  | Avversaria in finale  | Punteggio        |
| 1. | 18 marzo 2018     | Heraklion Hellenic Zeus Circuit, Heraklion | Terra rossa | Réka Luca Jani        | 4-6, 5-7         |
| 2. | 26 gennaio 2020   | Movistar World Tennis Tour, Manacor        | Cemento     | Ioana Loredana Roșca  | 4-6, 1-6         |
| 3. | 31 ottobre 2021   | Antalya Series, Adalia                     | Terra rossa | Julia Riera           | 4-6, 7-5, 6(1)-7 |
| 4. | 11 settembre 2022 | Cairo Egypt Women's Future, Il Cairo       | Terra rossa | Anastasija Zolotarëva | 5-7, 7-6(4), 4-6 |
| 5. | 26 febbraio 2023  | SMT Cup, Provincia di Tucumán              | Terra rossa | Solana Sierra         | 2-6, 2-6         |
| 6. | 19 marzo 2023     | Ponent Mar Open, Palma Nova                | Terra rossa | Guiomar Maristany     | 4-6, 6-1, 1-6    |
| 7. | 24 giugno 2023    | Open Villa de Tauste, Tauste               | Cemento     | Lizette Cabrera       | 1-6, 3-6         |

### Doppio

#### Vittorie (1)
| Torneo $100.000 (0) |
| Torneo $80.000 (0)  |
| Torneo $60.000 (0)  |
| Torneo $40.000 (0)  |
| Torneo $25.000 (0)  |
| Torneo $15.000 (1)  |

| N. | Data            | Torneo                                                   | Superficie  | Compagna             | Avversaria in finale                      | Punteggio   |
| 1. | 9 novembre 2018 | Circuito Internacional Femenino Castellon Spain, Vinaròs | Terra rossa | Gemma Lairon Navarro | Noelia Bouzó Zanotti Ioana Loredana Roșca | 7-6(7), 6-3 |

#### Sconfitte (1)
| Torneo $100.000 (0) |
| Torneo $80.000 (0)  |
| Torneo $60.000 (1)  |
| Torneo $40.000 (0)  |
| Torneo $25.000 (0)  |
| Torneo $15.000 (0)  |

| N. | Data          | Torneo                                                        | Superficie  | Compagna            | Avversaria in finale                       | Punteggio        |
| 1. | 6 agosto 2022 | ITF World Tennis Tour Gran Canaria, San Bartolomé de Tirajana | Terra rossa | Lucía Cortez Llorca | Jéssica Bouzas Maneiro Leyre Romero Gormaz | 6-1, 5-7, [6-10] |